# FC Heystois
FC Heystois was een Belgische voetbalclub uit de kustplaats Heist. De club was aangesloten bij de KBVB met stamnummer 414. De club speelde in haar bestaan een aantal seizoenen in de nationale reeksen.

## Geschiedenis
Reeds in 1908 werd in Heist een ploeg opgericht met de naam FC Heystois, maar deze verdween tijdens de Eerste Wereldoorlog. Na de oorlog werd de club rond 1923 heropgericht en men sloot zich in 1924 aan bij de Belgische Voetbalbond. De club ging er in de regionale reeksen spelen.
Begin jaren 30 werd notaris en burgemeester van Heist Robert De Gheldere clubvoorzitter, wat hij tot 1935 zou blijven. In 1933 bereikte FC Heyst voor het eerst de nationale bevorderingsreeksen, in die tijd het derde niveau. Men kende er echter weinig succes, eindigde op twee na laatste en na amper een seizoen degradeerde de club weer. In 1936 promoveerde men nog eens naar Bevordering. Opnieuw kende men er weinig succes. Heystois werd voorlaatste en zakte opnieuw na een seizoen uit de nationale reeksen. De club zou niet meer terugkeren.
Bij het begin van de Tweede Wereldoorlog werden de activiteiten gestaakt en in 1942 werd de club ontbonden en geschrapt van de bondslijsten. Na afloop van de oorlog werd de club heropgericht en in 1946 sloot men zich als FC Heist opnieuw aan bij de Belgische Voetbalbond, waar de nieuwe club nu stamnummer 4465 kreeg. Dat FC Heist zou de rest van de eeuw in de provinciale reeksen blijven spelen.